# Garching bei München
Garching bei München (lett.: «Garching presso Monaco») è una città tedesca situata nel land della Baviera. È un sobborgo di Monaco di Baviera. Vi si trova il campus chiamato "Garching Forschungszentrum" dell'Università tecnica di Monaco.

## Storia
Il 14 settembre 1990 il comune di Garching bei München assunse lo status di città.